# Liana Póňová
Liana Póňová (* 20. Juli 1996 in Galanta) ist eine slowakische Fußballspielerin.

## Karriere

### Verein
Póňová startete ihre Karriere in der Jugend des FC Slovan Galanta. Am 19. Juli 2011 verließ sie den FC Slovan Galanta und wechselte zum FK Slovan Duslo Šaľa. Dort rückte sie im September 2011 in die erste Mannschaft auf.

### Nationalmannschaft
Póňová debütierte im Januar 2014 im Alter von 17 Jahren für die Slowakische Fußballnationalmannschaft der Frauen.

### Leichtathletik
Póňová ist neben ihrer aktiven Fußballkarriere auch in der Leichtathletik aktiv, so gehört sie derzeit dem Track & Field Team des TJ Olympia Galanta an.